# Ksar El Kébir
 (février 2016).
Si vous disposez d'ouvrages ou d'articles de référence ou si vous connaissez des sites web de qualité traitant du thème abordé ici, merci de compléter l'article en donnant les références utiles à sa vérifiabilité et en les liant à la section « Notes et références ».
Ksar El Kébir (en arabe : القصر الكبير, en berbère : ⵍⵇⵚⵕ ⴰⵎⵇⵇⵔⴰⵏ, en espagnol : Alcazarquivir ; en portugais : Alcácer-Quibir) est une ville du Maroc située dans la région de Tanger-Tétouan-Al Hoceïma, au nord du pays. C'est la ville la plus peuplée de la province de Larache ; lors du recensement de 2018, elle comptait 126 817 habitants : les Kasris.

## Étymologie
Le nom de la ville signifie en arabe : « Palais-le-grand » (ksar signifie : « palais », « forteresse »). Localement, ce nom est couramment abrégé en El Ksar ou Al Qsar.

## Histoire

### «La grande citadelle», la plus ancienne du Maroc, une étape importante de la route des Almohades
Les textes médiévaux attribuent l’urbanisation et la fortification de Ksar El Kébir (anciennement connue sous les noms de Ksar Ketama, Ksar Sanhaja, etc.), aux califes almohades.
De tous temps, Ksar El Kébir a accueilli érudits, mystiques, réfugiés d’al-Andalus et d’Algarve. Ibn Ghalib, originaire de Silves, s’y installe et y fait venir plusieurs disciples d’ibn al-Arif, grand mystique d’Almérie. À sa mort (entre 1177 et 1183), Ibn Ghalib est déclaré saint patron de la ville ; Fatima al-Andalusiyya, autre mystique originaire de l’Algarve, est considérée comme la seconde sainte de Ksar El Kébir.
De son ancien nom "Ksar el-Koutama" on suppose que la ville a été fondée ou reconstruite par les koutamas, tribu berbère de Kabylie.
Après la reconquête chrétienne, les habitants de Santarém, Évora, Alcacer de Sal et Silves y trouvent refuge.
La ville a fait partie de l’ancien Maroc espagnol jusqu'à l’indépendance en 1956.

### Bataille des Trois Rois
Le 4 août 1578, près de l’oued El-Makhazen, à proximité de Ksar El Kébir, le roi du Portugal, Sébastien Ier du Portugal, allié à Mohamed al-Moutawakil, ex-roi et prétendant au trône du Maroc, tenta de renverser le sultan du Maroc, Abu Marwan Abd al-Malik. Les cavaliers du sultan au nombre de 50 000 anéantirent les troupes ibériques. Abu Marwan Abd al-Malik, Mohamed al-Moutawakil et Sébastien sont tués. La légende dit que le corps du roi de Portugal ne sera jamais retrouvé, malgré les textes de l'époque qui mentionnent expressément sa découverte et son inhumation. Philippe II d'Espagne prend possession du Portugal, tandis que le frère du sultan Ahmed al-Mansur Saadi monte sur le trône chérifien.

### XXesiècle
Après la conférence d'Algésiras, qui place le Maroc sous un protectorat international, et une guerre avec les Rifains, les Espagnols s’emparent de Larache, d'Asilah et de Ksar El Kébir.

## Démographie
Source : (ar + fr) « Démographie », sur www.commune-ksarkebir.ma

## Culture
Ksar El Kébir, capitale de la tribu arabe Khlout (l'une des tribus du gharb) est réputée pour ses artistes, écrivains, poètes et sportifs connus sur le plan national.

### Sport
En sports, le footballeur Abdeslam Laghrissi a terminé à trois reprises meilleur buteur du championnat marocain.
Le footballeur Achraf Hakimi est également originaire de la ville de Ksar El Kebir

### Musique
En musique, Abdessalam Amer (mort en 1979), bien connu dans le monde arabe, est toujours écouté à travers ses chansons : La Lune Rouge, La Plage, Une Vie, Le Dernier Oh!, Histoire des Passions...

### Écriture, poésie
En poésie, Mohamed el khabbaz (mort en 2009, poésie traditionnelle), Mohamed El Khammar El Guennouni (mort en 1991) est pionnier en poésie marocaine moderne et il est encore considéré comme maitre de la poésie libre au Maroc[réf. nécessaire]. Il y a aussi la poétesse Ouafae El Amrani comme une figure brillante dans la nouvelle génération poétique sans oublier Mohamed Afif Al-Araechi (mort en 2010).
En roman, il y a des romanciers de grande envergure tels : Mohamed Aslim, Mohamed Harradi, Mohamed Tetouani, El mehdi Sikal, Mohamed Sibari et Moustafa Jebari.
Dans le domaine de la nouvelle et la nouvelle minimaliste, il y a Mohamed Said Raihani qui écrit en trois langues (en arabe, en français et en anglais) et qui a fini son quarantième manuscrit avant d'atteindre l'âge de quarante ans.

### Spécialités culinaires
Dans le domaine de la cuisine, Ksar el kébir est réputé pour ses plats et pâtisseries raffinés. La dolma est un plat de viande accompagné de légumes farcis et la plus populaire est celle accompagnée de cardons farcis de viande hachée (Dolma bel Khorchef). La ville est également connue par le plat ''Mezgueldi'' dont le nom rappelle la tribu Jbala ''Beni Mezguelda''. Mezgueldi consiste en du poulet servi avec des oignons confits au miel. Le couscous Jbari aux raisins secs et oignons caramélisés est préparé en offrande dans la Zaouia Jbaria, et Merqat Hzina désigne une salade d'olives épicées.

### Personnalités liées à la ville

#### Naissances
- Mohammed Taoud (1928-2007), chef d'orchestre marocain et maître de la musique arabo-andalouse ;
- Mohamed Hamri (1932-2000), peintre autodidacte marocain ;
- Heliodoro Castaño Pedrosa (1933-2019), footballeur espagnol ;
- Driss Dahak (1939), juriste, magistrat, homme politique et diplomate marocain ;
- Mohamed Ataallah (1939-2014), peintre franco-marocain ;
- Mohamed Sibari (1945-2013), écrivain et poète marocain ;
- Ahmed Raïssouni (1953-), homme politique marocain.
- Wafaa Lamrani (1960) poète marocaine :
- Abdeslam Laghrissi (1962), footballeur international marocain ;
- Mohamed Saïd Raïhani (1968), écrivain marocain, traducteur, romancier et nouvelliste ;
- Imad Barrakad (1969), haut fonctionnaire marocain ;
- Soulaimane Raissouni (1972) journaliste marocain ;
- Amine Belfassi Dribi (1972) [3],[4] , footballeur belgo-marocain ;
- Hamid El Kasri (en) (1961-), musicien marocain gnaoui